# Lyonia affinis
Lyonia affinis är en ljungväxtart som först beskrevs av A. Richard, och fick sitt nu gällande namn av Urban. Lyonia affinis ingår i släktet Lyonia och familjen ljungväxter. Inga underarter finns listade i Catalogue of Life.